# Propulsion nucléaire pulsée catalysée par antimatière
La propulsion nucléaire pulsée catalysée par antimatière (également propulsion nucléaire pulsée catalysée par antiprotons) est une variante de la propulsion nucléaire pulsée basée sur l'injection d'antimatière dans une masse de combustible nucléaire pour initier une réaction nucléaire en chaîne lorsque la quantité de combustible est inférieur à la masse critique.
Techniquement, le processus n'est pas une réaction « catalysée », car les antiprotons (antimatière) utilisés pour démarrer la réaction sont consommés. S'ils étaient présents en tant que catalyseur, les antiprotons seraient inchangés par le processus et utilisés pour initier d'autres réactions. Bien que des particules d'antimatière puissent être produites par les réactions elles-mêmes, elles ne sont pas utilisées pour initier ou entretenir des réactions en chaîne,.

## Description
Les dispositifs à propulsion nucléaire pulsée présentent en général l'inconvénient d'avoir une taille minimale du moteur définie par la taille minimale des bombes nucléaires utilisées pour créer la poussée. Cette taille est fonction de la quantité de masse critique nécessaire pour déclencher la réaction. Une bombe thermonucléaire conventionnelle se compose de deux parties : une partie primaire, utilisant un combustible de fission qui est presque toujours à base de plutonium, et une partie secondaire utilisant du combustible de fusion, qui est normalement du deutérium (sous forme de deutérure de lithium) et du tritium (qui est créé au cours de la réaction lorsque le lithium est transmuté en tritium). En ce qui concerne la partie primaire, le combustible doit être présent en quantité suffisante pour atteindre la masse critique (environ 10 kilogrammes pour le plutonium 239). Pour les appareils plus puissants, l'augmentation de la taille se fait principalement grâce à l'ajout de combustible de fusion dans la partie secondaire. Le combustible de fusion est beaucoup moins cher que celui de fission, et il dégage beaucoup moins de produits radioactifs. En conséquence, du point de vue du coût et de l'efficacité, les bombes plus grosses sont beaucoup plus efficaces. Cependant, l'utilisation de bombes aussi grosses pour la propulsion d'un engin spatial exige des structures beaucoup plus grandes et capables de gérer les contraintes. La taille doit donc faire l'objet d'un compromis.
En injectant une petite quantité d'antimatière dans une masse sous-critique de combustible, il est possible de forcer les réactions de fission. Un antiproton a une charge électrique négative, tout comme un électron, et peut être capturé de la même manière par un noyau atomique chargé positivement. Mais la configuration n'est pas stable et émet de l'énergie sous forme de rayons gamma. En conséquence, l'antiproton se rapproche de plus en plus du noyau jusqu'à ce que leurs quarks interagissent et que l'antiproton s'annihile avec un proton. Cette réaction produit une énorme quantité d'énergie, dont une partie est libérée sous forme de rayonnement gamma et une partie est transférée sous forme d'énergie cinétique au noyau, provoquant sa scission (réaction de fission). La gerbe de neutrons qui en résulte peut provoquer une fission rapide du combustible environnant ou même sa fusion.
La limite inférieure pour la taille de l'appareil est déterminée par les problèmes posés par la manipulation des antiprotons et par les exigences des réactions de fission, telles que la structure utilisée pour contenir et diriger l'explosion vers l'arrière du propulseur. Contrairement aux systèmes de propulsion de type Project Orion, qui nécessitent un grand nombre de charges explosives nucléaires, ou aux autres moteurs à antimatière, qui nécessitent des quantités incroyablement coûteuses d'antimatière, la propulsion nucléaires pulsée catalysée par antimatière présente certains avantages intrinsèques.
Un exemple de concept d'explosion thermonucléaire catalysée par antimatière est celui dans laquelle la masse primaire de plutonium. généralement nécessaire à la mise à feu d'une explosion thermonucléaire conventionnelle de type Teller–Ulam, est remplacée par un microgramme d'antihydrogène. Dans cette approche théorique, l'antimatière est refroidie à l'hélium et est maintenue par lévitation magnétique au centre de l'appareil, sous la forme d'une capsule d'un dixième de millimètre de diamètre. Cette configuration est analogue au cœur de fission primaire du dispositif à couches Sloika,. Comme l'antimatière doit rester éloignée de la matière ordinaire jusqu'au moment de l'explosion, la capsule centrale doit être isolée de la sphère creuse environnante de 100 grammes contenant le combustible thermonucléaire. Pendant et après la compression implosive par des lentilles hautement explosives, le combustible de fusion entre en contact avec l'antihydrogène. Ce sont les réactions d'annihilation qui fournissent l'énergie pour commencer la fusion nucléaire dans le combustible thermonucléaire. Si le degré de compression choisi est élevé, on obtient un dispositif aux effets explosifs/propulsifs accrus, et s'il est plus faible, c'est-à-dire que le combustible n'est pas de densité élevée, un nombre considérable de neutrons peuvent s'échapper du dispositif, qui devient une bombe à neutrons. Dans les deux cas, l'effet d'impulsion électromagnétique et les retombées radioactives sont nettement inférieurs à ce qu'ils sont dans le cas d'un dispositif à fission conventionnel, de type Teller-Ulam, ayant le même rendement, soit environ 1 kt.

## Quantité de carburant nécessaire
Le nombre d'antiprotons nécessaire pour déclencher une explosion thermonucléaire a été calculé en 2005 à 1018, ce qui signifie une quantité de l'ordre du microgramme.
Il est également possible de contrôler les performances d'un véhicule spatial. L'efficacité d'une fusée est fortement liée à la masse de son carburant, qui dans ce cas est le combustible nucléaire. L'énergie libérée par une masse de combustible de fusion est plusieurs fois supérieure à celle dégagée par la même masse d'un combustible de fission. Pour les missions qui nécessitent plutôt une poussée élevée pendant des durées courtes, telles que les missions interplanétaires avec équipage, la microfission pure pourrait être préférée car elle réduit le nombre d'éléments combustibles nécessaires. Pour les missions demandant une poussée plus faible, mais une efficacité plus élevée pendant des durées plus longues, telles que les sondes explorant les planètes extérieures, une combinaison de microfission et de fusion pourrait être préférée car elle permettrait de réduire la masse totale de carburant.

## Recherche
Le concept de la catalyse par antimatière a été inventé à l'Université d'État de Pennsylvanie dès 1992. Dès lors, plusieurs groupes ont étudié en laboratoire les moteurs à microfission/fusion catalysés par antimatière. Des travaux ont été effectués au Laboratoire national Lawrence Livermore sur la fusion initiée par des antiprotons à partir de 2004. Contrairement à la grande masse, à la complexité et à la puissance de recirculation des pilotes conventionnels de la fusion par confinement inertiel (en anglais : inertial confinement fusion, ou ICF), l'annihilation des antiprotons offre une énergie spécifique de 90 MJ/µg et donc une forme unique de conditionnement et de livraison d'énergie. Dans le principe, les pilotes d'antiprotons pourraient fournir une réduction importante de la masse des systèmes utilisés pour la propulsion spatiale avancée par ICF.
L'ICF pilotée par des antiprotons est un concept spéculatif. La manipulation des antiprotons et la précision (tant spatiale que temporelle) avec laquelle il faut les injecter présentent des défis techniques importants. Le stockage et la manipulation des antiprotons de basse énergie, en particulier sous forme d'antihydrogène, est une science qui n'en est qu'à ses débuts, et un accroissement important de la production d'antiprotons par rapport aux méthodes d'approvisionnement actuelles sera nécessaire pour permettre de se lancer dans un programme de R&D sérieux pour de telles applications.
Un record de durée de stockage d'antimatière d'un peu plus de 1000 secondes, établi dans les installations du CERN en 2011, constituait à l'époque une avancée monumentale par rapport aux durées de l'ordre de la milliseconde qui étaient réalisables auparavant.
La production mondiale totale d'antiprotons sur une période d'un an est de l'ordre du nanogramme. Le piège à antimatière (version Mark 1) de l'Université d'État de Pennsylvanie a une capacité de stockage de 10 milliards d'antiprotons pendant une durée d'environ une semaine. Le projet Icare a estimé le coût potentiel pour produire un milligramme d'antiproton à 100 milliards de dollars.